# King Dinosaur
King Dinosaur – amerykański film science fiction z 1955 roku w reżyserii Berta I. Gordona na podst. scenariusza Beast from Outer Space Berta I. Gordona i Ala Zimbalista.

## Fabuła
W 1960 roku czterech naukowców – zoolog dr Richard Gordon, geolożka dr Nora Pierce, specjalista medyczny dr Ralph Martin i chemiczka dr Patricia Bennett zostaje wybranych na astronautów, którzy mają dotrzeć na planetę Nova, która właśnie wkroczyła do Układu Słonecznego. 
Załoga zaczyna badać planetę, aby sprawdzić, czy nadaje się ona na ewentualną ziemską kolonię. Wkrótce odkrywają zwierzęta takie same jak na Ziemi. Po rozbiciu obozowiska Ralph i Patricia wychodzą nocą na schadzkę, gdzie Ralph odnosi rany w walce z aligatorem.
Po rekonwalescencji Ralph widzi gigantyczne stawonogi. W trakcie dalszej ekspedycji Richard oswaja lemura wyglądającego jak kinkażu żółty i daje mu imię Joe. Richard, Joe i Nora wiosłują na tratwie na pobliską wyspę. Tam zostają zauważeni przez podobnego do tyranozaura gigantycznego gada, którego zostaje nazwany przez Richarda Króleml Dinozaurem. Richard i Nora zostają zmuszeni ukryć się przed potworem w jaskini.
Korzystając walki Króla Dinozaura z gigantycznym krokodylem Richard odpala flarę sygnałową. Na stałym lądzie, w pobliżu ich statku kosmicznego, Ralph i Patricia przeprowadzający badania chemiczne widzą sygnał alarmowy i chwytając pomocnicze źródło energii jądrowej płyną tratwą na wyspę, aby uratować kolegów. 
Król Dinozaurów próbuje dobrać do więźniów w jaskini, gdy wdaje kolejną potyczkę z gigantycznym teju. Richard i Nora wykorzystują to i jednoczą się z resztą załogi. Zanim opuszczą wyspę, ustawiają zasilacz na „rozprzęganie” w ciągu 30 minut i zostawiają go na wyspie. Po napotkaniu innych prehistorycznych potworów docierają do swojego statku kosmicznego. Zasilacz wysadza wyspę pozostawiając atomowy grzyb, powodując śmierć Króla Dinozaura i innych dinozaurów. Richard stwierdza, że przywieźli cywilizację na Novę.

## Obsada
- Douglas Henderson – dr Richard Gordon
- Patti Gallagher – dr Nora Pierce
- William Bryant – dr Ralph Martin
- Wanda Curtis – dr Patricia Bennett
- Marvin Miller – Narrator (głos)

## Produkcja
Zdjęcia rozpoczęły się we wrześniu 1954 roku.
Film wyreżyserowany przez siedem dni przez Berta I. Gordona i był jego reżyserskim debiutem. Wypożyczono kamerę i inne elementy wyposażenia, a obsada pracowała za odroczone pensje.
Scena nacierającego stada mamutów i ujęcie gigantycznego warana zostały wykorzystane ze wcześniejszego filmu Milion lat przed naszą erą.
W tym filmie wystąpiło tylko czterech aktorów. Reszta zespołu i żołnierze to tylko wojskowe nagrania archiwalne, podobnie jak nagrania z wybuchów bomby atomowej.

## Odbiór
TV Guide przyznał filmowi jedną z pięciu gwiazdek, stwierdzając, że widać szybkość kręcenia filmu. Krytyk i historyk filmowy Leonard Maltin ocenił film jako 0 na 4 gwiazdki, opisując go jako „pierwszy i najgorszy z wielu filmów science fiction reżysera Gordona z lat pięćdziesiątych(...) Nudne, głupie i niesamowicie tanie...”
W grudniu 1990 roku King Dinosaur był wyświetlany w ramach programu telewizyjnego Mystery Science Theater 3000, wyśmiewającego słabe produkcje filmowe.